# حيز راينكه

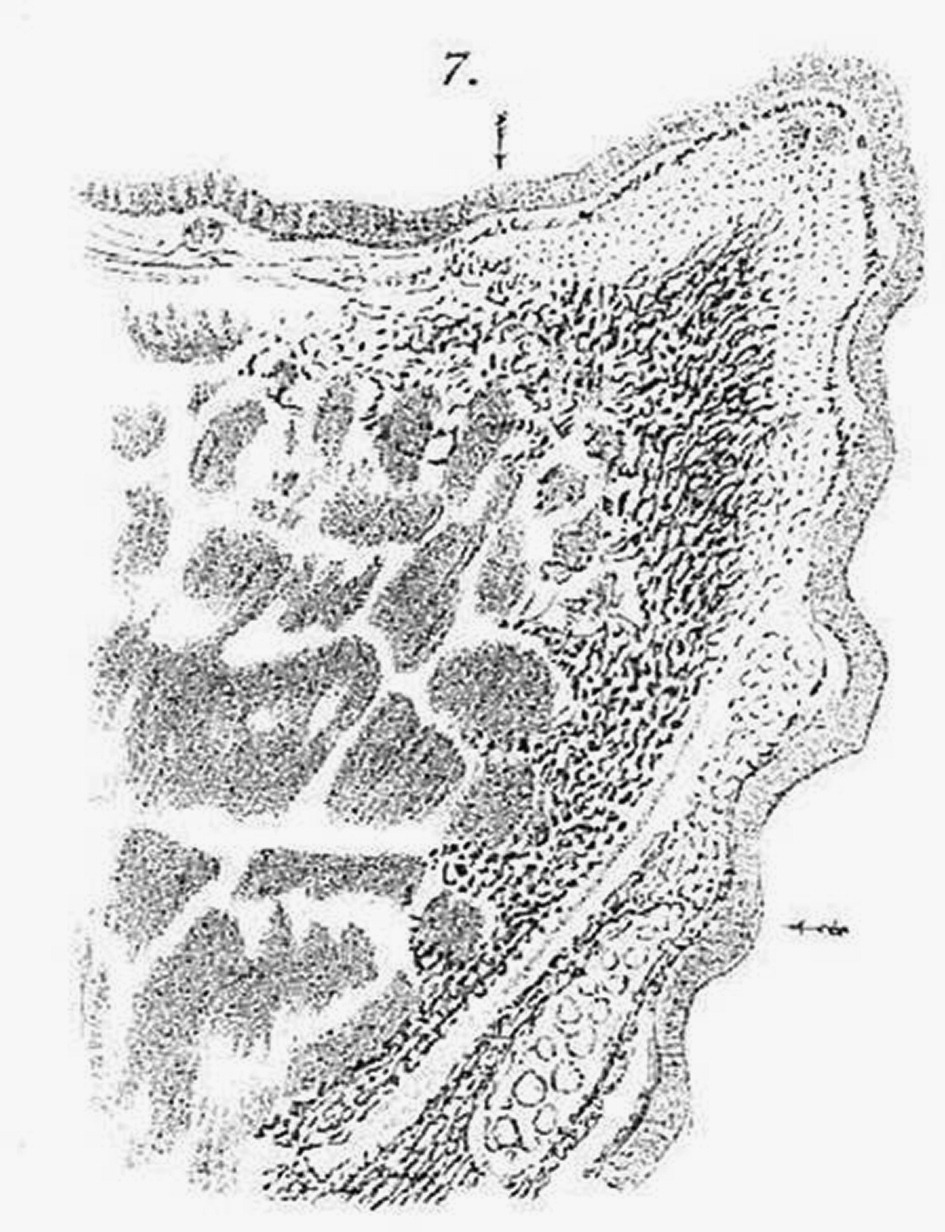

حَيز راينكه (بالإنجليزية: Reinke's space)‏ هوَ الحيز الكامن بينَ الرِباط الصَوتي والغِشاء المُخاطي الذي يَعلوه، وَلا يُعد هذا الحَيز فارِغاً فِي الواقع، حيثُ أنهُ يَحتوي على خَلايا وألياف خاصة وَنسيج خارج الخلية، وَيلعب هذا الحَيز دوراً أساسياً في اهتِزاز الحِبال الصوتية، وَتُسمى الوَذَمة المُصيبة لِهذا الحَيز بِوذمة راينكيه (Reinke's edema).